# Ruisseaux de Pressigny et de la Ferme d'Aillaux
Ruisseaux de Pressigny et de la Ferme d'Aillaux este o arie protejată (sit de importanță comunitară — SCI) din Franța întinsă pe o suprafață de 635 ha, integral pe uscat.

## Localizare
Centrul sitului Ruisseaux de Pressigny et de la Ferme d'Aillaux este situat la coordonatele 47°43′51″N 5°39′38″E / 47.73083°N 5.66056°E.

## Înființare
Situl Ruisseaux de Pressigny et de la Ferme d'Aillaux a fost declarat arie specială de conservare în baza directivei 92/43 din 1992 referitoare la conservarea habitatelor naturale și a faunei și florei sălbatice pentru a proteja 3 specii de animale.

## Biodiversitate
Situată în ecoregiunea continentală, aria protejată conține 4 habitate naturale: Păduri aluvionare cu Alnus glutinosa și Fraxinus excelsior (Alno-Padion, Alnion incanae, Salicion albae), Păduri de fag Luzulo-Fagetum, Liziere de ierburi înalte hidrofile de câmpie și de nivel montan până la alpin, Păduri de fag Asperulo-Fagetum.
La baza desemnării sitului se află mai multe specii protejate:
- amfibieni (1): izvoraș-cu-burta-galbenă (Bombina variegata)
- nevertebrate (2): Austropotamobius pallipes, fluturele purpuriu (Lycaena dispar)